# Pawło Szeremeta
Pawło Mychajłowycz Szeremeta, ukr. Павло Михайлович Шеремета (ur. 23 maja 1971 we Lwowie) – ukraiński ekonomista, nauczyciel akademicki i polityk, w 2014 minister rozwoju gospodarczego i handlu.

## Życiorys
Absolwent ekonomii na Lwowskim Uniwersytecie Narodowym, kształcił się następnie w Stanach Zjednoczonych na Emory University oraz w Harvard Business School. Był założycielem Kijowsko-Mohylańskiej Szkoły Biznesu (w ramach Uniwersytetu Narodowego „Akademia Kijowsko-Mohylańska”), pełnił funkcję jej dziekana w latach 1999–2008. Związany także z różnymi organizacjami gospodarczymi i instytutami naukowymi. W 2012 objął funkcję prezydenta Kijowskiej Szkoły Gospodarki.
27 lutego 2014, po wydarzenia Euromajdanu, powołany na stanowisko ministra rozwoju gospodarczego i handlu w rządzie Arsenija Jaceniuka. 21 sierpnia ogłosił swoją rezygnację, motywując to brakiem wpływu na powołanie prezesa jednej z państwowych instytucji zajmujących się sprawami handlu. Zakończył urzędowanie 2 września 2014.